# Ivankovac
Ivankovac (cyr. Иванковац) – wieś w Serbii, w okręgu pomorawskim, w gminie Ćuprija. W 2011 roku liczyła 219 mieszkańców.